# Begonia multidentata
Espèce
Begonia multidentata est une espèce de plantes de la famille des Begoniaceae.
L'espèce fait partie de la section Petermannia.
Elle a été décrite en 1905 par Otto Warburg (1859-1938).

## Répartition géographique
La Begonia multidentata est originaire de la Nouvelle-Guinée.